# Mojo (Potosí)
Mojo ist eine Ortschaft im Departamento Potosí im Hochland des südamerikanischen Anden-Staates Bolivien.

## Lage im Nahraum
Mojo ist zentraler Ort des Kanton Mojo im Municipio Villazón in der Provinz Modesto Omiste. Die Ortschaft liegt auf einer Höhe von 3400 m am Río Selocha, einem der rechten Nebenflüsse des Río San Juan del Oro. Die Gemeinde Mojo mit der Pfarrkirche liegt am linken, nördlichen Ufer des Río Selocha, die Bahnstation am rechten, südlichen Ufer des Flusses.

## Geographie
Mojo liegt im südlichen Teil der kargen Hochebene des bolivianischen Altiplano. Das Klima ist wegen der Binnenlage kühl und trocken und ein typisches Tageszeitenklima, bei dem die mittleren Temperaturschwankungen zwischen Tag und Nacht in der Regel deutlich größer sind als die jahreszeitlichen Schwankungen (siehe Klimadiagramm Tupiza).
Die Jahresdurchschnittstemperatur liegt bei 13 °C und schwankt nur unwesentlich zwischen 8 °C im Juni/Juli und 16 °C von Dezember bis Februar. Der Jahresniederschlag beträgt nur etwa 300 mm, mit einer stark ausgeprägten Trockenzeit von April bis Oktober mit Monatsniederschlägen unter 10 mm, und einer nur schwach ausgeprägten Feuchtezeit von Dezember bis Februar mit 60–80 mm Monatsniederschlag.

## Verkehrsnetz
Mojo liegt in einer Entfernung von 327 Straßenkilometern südlich von Potosí, der Hauptstadt des gleichnamigen Departamentos, und 50 Kilometer entfernt von der Grenze zu Argentinien. Mojo ist Haltepunkt der Bahnlinie von Oruro über Uyuni nach Villazón.
Von Potosí aus führt die vom Titicacasee kommende Nationalstraße Ruta 1 nach Südosten und erreicht nach 37 Kilometern die Ortschaft Cuchu Ingenio. Hier zweigt die Ruta 14 ab, die in südlicher Richtung über Tumusla, Cotagaita und Hornillos nach 224 Kilometern die Stadt Tupiza erreicht. Von dort aus führt die Ruta 14 weiter über Suipacha und Yuruma vorbei an Mojo und endet in Villazón an der argentinischen Grenze. Die gesamte Wegstrecke von Potosí aus ist inzwischen asphaltiert.

## Bevölkerung
Die Einwohnerzahl der Ortschaft hat sich in den vergangenen beiden Jahrzehnten nur unwesentlich verändert:
| Jahr | Einwohner | Quelle       |
| ---- | --------- | ------------ |
| 1992 | 269       | Volkszählung |
| 2001 | 242       | Volkszählung |
| 2012 | 253       | Volkszählung |
| 2024 |           | Volkszählung |

Die Region weist einen deutlichen Anteil an Quechua-Bevölkerung auf, im Municipio Villazón sprechen 37,8 Prozent der Bevölkerung Quechua.